# 蒙索拉尼
蒙索拉尼（法語：Montceaux-Ragny，法語發音：[mɔ̃so ʁaɲi]）是法国索恩-卢瓦尔省的一个市镇，属于索恩河畔沙隆区。

## 地理
蒙索拉尼（46°37'16"N, 4°50'36"E）面积2.53 平方千米，位于法国勃艮第-弗朗什-孔泰大區索恩-卢瓦尔省，该省份为法国中部省份，北起顺时针与科多尔省、汝拉省、安省、罗讷省、卢瓦尔省、阿列省和涅夫勒省接壤。
与蒙索拉尼接壤的市镇（或旧市镇、城区）包括：莱沃、瑞日、楠通、大塞讷塞。

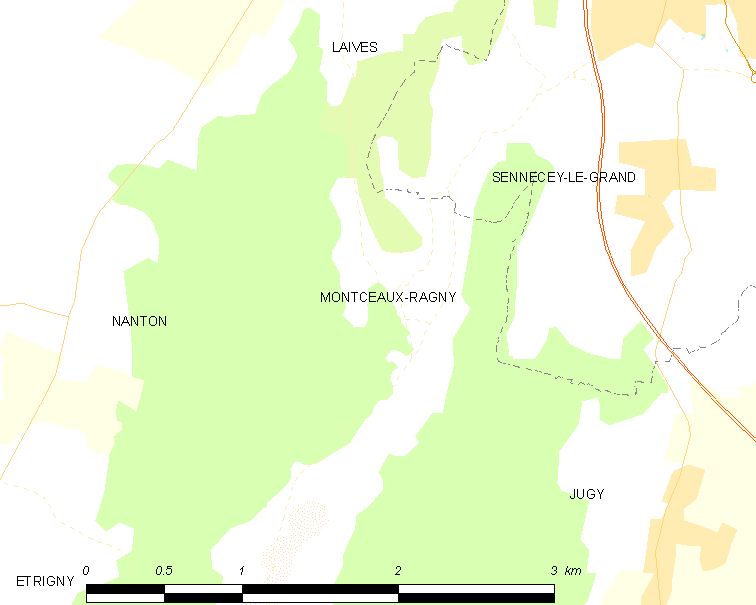
蒙索拉尼的OSM定位图

蒙索拉尼的时区为UTC+01:00、UTC+02:00（夏令时）。

## 行政
蒙索拉尼的邮政编码为71240，INSEE市镇编码为71308。

## 政治
蒙索拉尼所属的省级选区为图尔尼县。

## 人口

1962-2008年间蒙索拉尼人口变化图示

蒙索拉尼于2022年1月1日时的人口数量为31人。